# Nadżib Mahfuz
Nadżib Mahfuz, arab.  نجيب محفوظ , Nagib Mahfuz (ur. 11 grudnia 1911 w Kairze, zm. 30 sierpnia 2006 tamże) – prozaik egipski. W 1988 został laureatem Nagrody Nobla w dziedzinie literatury.

## Zapis imienia
W polskojęzycznej literaturze arabistycznej imię pisarza zapisywane jest zarówno jako Nadżib, jak też Nagib. Częstsza jest jednak pisownia Nadżib.
Wymowa imienia pisarza w wersji Nadżib jest zgodne z klasycznym arabskim. Nagib to wersja z dialektu egipskiego – tak wymawiane jest imię pisarza w jego ojczyźnie (w zapisie pozostaje wersja "klasyczna").

## Życiorys
Nadżib Mahfuz studiował filozofię i historię sztuki na Uniwersytecie Kairskim. Po zakończeniu studiów pracował jako dziennikarz. Debiutował w 1938 r. zbiorem opowiadań Hams al-gunun (Szept szaleństwa). Dwa lata później opublikował pierwszą powieść Abat al–aqdar (Igraszka losów), której akcję autor umieścił w czasach faraońskich. Ta właśnie powieść dała początek pierwszemu etapowi w twórczości Mahfuza, kiedy to napisał trzy powieści historyczne, których akcje toczyły się w czasach starożytnego Egiptu: były to Abat al–aqdar, Radubis (imię tancerki, 1943), Kifah Tiba (Walka o Teby, 1944). 
Kolejnym etapem w twórczości przyszłego noblisty były powieści społeczno–obyczajowe, których akcja umieszczona została w Kairze. Powieści, które wyszły spod pióra Mahfuza w tym okresie, nazwane są przez ich autora od nazw uliczek starych dzielnic Kairu. Pierwszą powieścią z tego cyklu była wydana w 1945 Al–Qahira al–gadida (Nowy Kair), gdzie autor po raz pierwszy w historii literatury arabskiej podejmuje się analizy cech bohaterów żyjących w środowisku kairskim.
W następnej kolejności ukazały się Chan al-chalili (1946), Hamida z zaułka Midakk (1947), As–Sarab (Miraż; 1948), Bidaya wa nihaya (Początek i koniec, 1949). Najwięcej czasu zajęło napisanie i wydanie wielkiego dzieła jakim jest Trylogia kairska. Pierwsza część, zatytułowana Bayna al-Qasrayn (Między dwoma zamkami), pojawiła się w 1956. Część druga Qasr asz-Szawq oraz trzecia As–Sukkariyya były dostępne dla czytelnika już w 1957. 
Po wydaniu ostatniej części trylogii Mahfuz zawiesił swoją pisarską działalność na okres czterech lat. Uważa się, że tyle właśnie czasu potrzebował, by ustosunkować się do zmian w społeczeństwie egipskim, które niosła ze sobą naserowską rewolucja. Powieścią napisaną po wspomnianej przerwie była Awlad Haratina (Dzieci naszej ulicy), która zapoczątkowała etap w jego twórczości nazywany "filozoficznym". Powieść ta początkowo była wydawana w odcinkach na łamach egipskiej gazety Al–Ahram. Jej treść została uznana za kontrowersyjną i stała się przyczyną nieudanego zamachu na życie pisarza. Do zamachu doszło w 1994 w kairskiej kawiarni Al-Fiszawi, przy wejściu na bazar Chan al-Chalili w Kairze – najstarszego lokalu w Afryce, gdzie Mahfuz bywał niemalże codziennym bywalcem. 
Późniejsze powieści, w których pisarz podjął tematykę poszukiwania swojego miejsca na ziemi w obliczu zmian, jakie przyniosła rewolucja to: Al-liss wa al–kilab (Złodziej i psy, 1961), As–Simman wa al-charif (Przepiórki i jesień, 1962), At-Tariq (Droga, 1964), Asz-Szahhaz (Żebrak, 1965) oraz Sarsara fauka’n-Nil  (Rozmowy nad Nilem, 1966). Przed wydaniem kolejnej powieści Miramar (Pensjonat Miramar) w 1967, w której ostro skrytykował kryzys moralny swoich rodaków, Mahfuz skoncentrował się na nowelistyce. W 1963 pojawił się zbiór opowiadań Dunya Allah (Świat Boga), w 1965 Bayt as-sayyi as-sum'a (Dom o złej sławie), w 1968 Chammarat al-qitt al–aswad (Winiarnia pod czarnym kotem) a w 1969 Taht al-mizalla (Pod daszkiem na przystanku). W 1971 zostały wydane dwa zbiory opowiadań Hikaya bila bidaya wa – la nihaya (Historia bez początku i końca) oraz Szahr al-'asal (Miesiąc miodowy). Następnie pojawiły się powieści: Al–Maraya (Zwierciadła, 1972) oraz Al-hubb tahta al-matar (Miłość w deszczu, 1973). Po 1975 Mahfuz napisał i wydał jeszcze wiele powieści, między innymi Qalb al–layl (Serce nocy, 1975), Asr al-hubb (Wiek miłości, 1980), Yawm maqtal az-za'im (Dzień zabójstwa przywódcy, 1985). Do bardziej znanych opowiadań wydanych w tym okresie należy bez wątpienia Al-hubb fawqa hadbat al–haram (Miłość nad wzgórzem piramidy) wydana w 1979. 
Twórczość Mahfuza obejmuje także dramaty i scenariusze filmowe. Wiele z jego powieści zostało przeniesionych na ekran i zdobyło popularność we wszystkich krajach arabskich. Powieściopisarz był współtwórcą arabskiej powieści obyczajowej i popularyzatorem tego gatunku. W ojczyźnie – mimo postawienia mu za życia pomnika w Kairze – kontrowersje budziły jego poglądy polityczne. Pisarz krytykował zarówno naserowską rewolucję, jak i islamistów. 
W 1945 podjął pracę w jednej z kairskich bibliotek, jednocześnie pracując dla ministerstwa, gdzie pracował aż do 1954. Tego samego roku objął stanowisko dyrektora Biura Cenzury Filmu. Przez następne lata zajmował różnorakie stanowiska w sektorze kinematograficznym i kulturalnym (m.in. jako doradca Ministra Kultury i konsultant artystyczny). W tym samym roku wstąpił w związek małżeński z Attiyyą Allah Ibrahim, z którego doczekał się dwóch córek: Umm Kultum i Fatimy. W 1971 odszedł na zasłużoną emeryturę, co umożliwiło mu zajęcie się współpracą z redakcją gazety Al–Ahram.
Mahfuz jest autorem 33 powieści, 13 opowiadań, 30 scenariuszy filmowych, kilku dramatów a także licznych artykułów prasowych. Jego twórczość literacka powstawała na przestrzeni przeszło sześćdziesięciu lat. Ostatnim wydanym przez Mahfuza dziełem był zbiór opowiadań Ahlam fatrat an–naqaha (Marzenia okresu rekonwalescencji) wydany w 2004. Wielu znawców i badaczy literatury arabskiej określa go mianem „egipskiego Balzaca”.
Wielką rolę w powieściach Mahfuza odgrywa Kair, którego topografia i atmosfera zostały zilustrowane w poszczególnych dziełach.

## Dzieła wybrane
- 1945 – Al-Qahira al-gadida
- 1946 – Chan al-Chalili
- 1947 – Zukakk al-Midakk (wyd. pol. Hamida z zaułka Midakk, przeł. J. Kozłowska, Warszawa 1982)
- 1949 – Bidaya wa nihaya
- 1956–1957 – Al-Liss wa'l kilab (wyd. pol. Złodziej i psy, przekł. J. Stępiński, Warszawa 2007
- Trylogia kairska:
  - 1956 – Bajna al-Kasrajni (wyd. pol. Opowieści starego Kairu, przeł. J. Kozłowska, Warszawa 1989)
  - 1957 – Kasr asz-Szauk (wyd. pol. Kamal, przeł. J. Kozłowska, Warszawa 2009)
  - 1957 – Al-Sukkariyya
- 1959 – Awlad Haratina (wyd. pol. Dzieci naszej dzielnicy, I. Szybilska-Fiedorowicz, Sopot 2013)
- 1966 – Sarsara fauka’n-Nil (wyd. pol. Rozmowy nad Nilem, J. Stępiński, Warszawa 2008)
- 1967 – Miramar (wyd. pol. Pensjonat Miramar, przeł. J. Kozłowska, G. Yacoub, Sopot 2012)
- 1974 – Al-Karnak (wyd. pol. Karnak, przeł. J. Kozłowska, G. Yacoub, Sopot 2011)
- 1977 – Malhamat al-harafisz (wyd. pol. Ród Aszura, J. Kozłowska, G. Yacoub, Warszawa 2011)